# Xiangliu
Xiangliu (prononcé /ʃæŋ.ljuː/), connu dans le Classique des montagnes et des mers comme Xiangyao (prononcé /ʃæŋ.jaʊ/), est un monstre serpent à neuf têtes venimeux qui apporte inondations et destruction dans la mythologie chinoise.
Xiangliu peut être représenté avec son corps enroulé sur lui-même. Les neuf têtes sont arrangées différemment dans différentes représentations. Les représentations modernes ressemblent à l'hydre, avec chaque tête sur un cou distinct. Les coupes de bois plus anciennes montrent les têtes regroupées sur un seul cou, côte à côte ou en une pile de trois de haut, dans trois directions.

## Légende
Selon le Classique des montagnes et des mers (Shanhaijing), Xiangliu (Xiangyao) était un ministre de Gonggong, divinité de l'eau ressemblant à un serpent. Xiangliu dévastait l'écologie partout où il passait. Tout lieu où il se reposait ou respirait devenait tourmenté par une eau amère ou piquante, dépourvue de vie animale. Finalement, Xiangliu fut tué, dans certaines versions de l'histoire par Yu le Grand, dont les autres œuvres incluent notamment le fait d'avoir mis fin au Crue des hautes eaux, dans d'autres par Nüwa après sa défaite contre Zhurong. Le Shanhaijing dit que son sang puait tellement qu'il était impossible de faire pousser des céréales sur les terres qu'il a trempées et la région inondée, les rendant inhabitables. Finalement, Yu dut retenir les eaux dans un étang sur lequel les seigneurs célestes construisirent leurs pavillons.
Une version orale du mythe de Xiangliu, dans lequel Xiangliu est décrit comme un serpent à neuf têtes responsable d'inondations et d'autres dommages, a été recueillie au Sichuan aussi tardivement qu'en 1983.
L'artiste chinois Huang Yong Ping a installé en 2012, à Saint-Brevin-les-Pins, le Serpent d'Océan, (création monumentale en aluminium de 130m de long) en référence à cette figure mythologique chinoise,.

### Citations
1. ↑  相繇詞語解釋 / 相繇是什麽意思 at ChineseWords.org
2. ↑  For example, in this © illustration
3. ↑  Yang & al. (2005), p. 214–215.
4. ↑  « Estuaire - Serpent d'océan », sur calameo.com (consulté le 1er avril 2022)
5. ↑  « LE SERPENT D'OCÉAN », sur Art Plastique & Appliqué, 18 novembre 2021 (consulté le 1er avril 2022)